# Embaixada da Ucrânia na Finlândia
A Embaixada da Ucrânia na Finlândia é a representação da Ucrânia na capital finlandesa, Helsínquia.
A Finlândia reconheceu a independência da Ucrânia em 30 de dezembro de 1991, e os laços diplomáticos foram estabelecidos a partir de 26 de fevereiro de 1992. Em abril de 1992, a Finlândia abriu a sua embaixada na Ucrânia e, em dezembro de 1992, a embaixada ucraniana abriu em Helsinque.

## Embaixadores
- Kostyantyn Masyk, 1992-1997
- Podolev Igor Valentinovich, 1997–2003
- Pyotr Danilovich Sardachuk, 2001–2003
- Maidannyk Oleksandr Ivanovych, 2003-2007
- Andrij Desjchytsya, 2007–2012
- Olefirov Andrey Vladimirovich, 2014–2019
- Olga Dibrova,[2] 2019–